# Бурмистров, Александр Олегович
Алекса́ндр Оле́гович Бурми́стров (род. 21 октября 1991, Казань) — российский хоккеист, центральный нападающий. Чемпион мира 2014 года в составе сборной России.

## Клубная карьера
Начинал свою карьеру в Казани в составе «Ак Барса», за который в Континентальной хоккейной лиге дебютировал 3 сентября 2008 года в матче против «Авангарда» (4:2). Однако после того, как не смог пробиться в основу «Ак Барса», уехал за океан. Сезон 2009/10 провёл за «Барри Кольтс» в Хоккейной лиге Онтарио. Задрафтован под общим восьмым номером в 2010 году клубом «Атланта Трэшерз» как самый перспективный российский хоккеист. Сезон 2010/11 отыграл за «Атланту Трэшерз», набрав 20 очков (6+14) в 74 играх. 8 июля 2013 года заключил двухлетний контракт с «Ак Барсом».
1 июля 2015 года вернулся в НХЛ и подписал двухлетний контракт с «Виннипег Джетс». В сезоне 2015/16 набрал 21 очко (7+14) в 81 матче. В середине сезона 2016/17 был выставлен «Виннипегом» на драфт отказов, откуда его забрала «Аризона Койотис». Летом 2017 года подписал однолетний контракт с «Ванкувер Кэнакс» на 900 тысяч долларов. 24 декабря 2017 года объявил о завершении карьеры в НХЛ.
27 декабря 2017 года подписал контракт с «Ак Барсом», в составе которого в сезоне 2017/18 выиграл Кубок Гагарина. 6 июня 2018 года продлил контракт с клубом на два года. 30 ноября 2018 года в результате обмена на Вячеслава Основина, Александра Ляхова и Савелия Кувардина перешёл в «Салават Юлаев». 6 мая 2020 года вернулся в Казань и подписал контракт с «Ак Барсом» на один год. В сезоне 2020/21 набрал 17 (6+11) очков в 44 играх. В плей-офф сделал две голевые передачи в 12 матчах. 4 мая 2021 года продлил контракт с «Ак Барсом» на два года. 23 декабря 2022 года покинул «Ак Барс» и стал игроком магнитогорского «Металлурга». 1 мая 2023 года покинул «Металлург» по окончании контракта.
16 мая 2023 года подписал контракт с московским «Спартаком» на один год. В сезоне 2023/24 провёл за клуб 53 матча, в которых набрал 19 (2+17) очков. По окончании сезона покинул «Спартак». 27 декабря 2024 года заключил контракт с московским «Динамо» до конца сезона 2024/25. В августе 2025 года подписал однолетнее соглашение с «Шанхай Дрэгонс».

## Карьера в сборной
Выступал за сборные России на юниорском чемпионате мира 2009 года и молодёжном 2010 года, завоевав серебряные награды. Дважды включался в расширенный состав сборной России на чемпионаты мира (2011, 2012), но в итоговую заявку не попадал. 25 мая 2014 года стал чемпионом мира на чемпионате мира в Минске, сыграв во всех играх (1+0 в 10 матчах). В 2016 году был вызван в сборную России на чемпионат мира в Москве, где команда стала бронзовым призёром.

## Статистика
| Легенда | Легенда                    | Легенда | Легенда                   | Легенда | Легенда    |
| ------- | -------------------------- | ------- | ------------------------- | ------- | ---------- |
| И       | Количество проведённых игр | Штр     | Штрафное время            | +/−     | Плюс-минус |
| Г       | Голы                       | П       | Голевые передачи          | О       | Очки       |
| -       | Статистика неизвестна      | —       | Статистика не учитывалась |         |            |